# Antoine Pascal Sane
Antoine Pascal Sane (* 25. März 1934 in Ziguinchor) ist ein ehemaliger senegalesischer Diplomat.

## Werdegang
Nach dem Studium der Soziologie und Geisteswissenschaft war er von 1963 bis 1964 Stabschef im Ministerium für Bildung und Kultur sowie im Informationsministerium. Von Mai 1964 bis März 1965 wurde Sane Beauftragter für das Informations- und Rundfunkwesen und Tourismus, bevor er 1966 zum Beauftragten für Kunst und Literatur wurde. Ab Juni 1966 betreute Sane die Beziehungen des Kulturministeriums zum Parlament, bis er ab Mai 1968 für vier Jahre als Botschafter in Beirut/Libanon und Ankara/Türkei tätig war. Im April 1973 wechselte er zur Botschaft in Brazzaville in der Republik Kongo. Weitere Stationen als Botschafter schlossen sich an. So war er bis Anfang 1975 in Kinshasa/Zaire und zeitgleich von September 1972 bis Januar 1975 kumulativ Botschafter in Bangui/Zentralafrikanische Republik und Libreville in Gabun. Ebenso war er als Botschafter 1972 bis 1975 im Tschad, in Ruanda und Tunis (1975–1978) tätig. Ab Juli 1978 wurde Sane als Botschafter in Peking/China und zeitgleich in Pjöngjang akkreditiert, bevor er ab 1981 bis 1994 das Amt des Botschafters in Moskau und gleichzeitig in Budapest/Ungarn innehatte.